# Untouchable (album Anthony’ego B)
Untouchable – dwunasty album studyjny Anthony’ego B, jamajskiego wykonawcy muzyki reggae i dancehall.
Płyta została wydana 14 września 2004 roku wspólnym nakładem dwóch wytwórni: jamajskiej Togetherness Records oraz amerykańskiej Pyramid Records. Produkcją nagrań zajął się Winston Riley.

## Lista utworów
1. "Untouchable"
2. "Someone Loves You" feat. Aisha
3. "Soldiers" feat. Wyclef Jean
4. "Lollipop"
5. "Safe Sex" feat. Blaqthoven
6. "Lighter (Remix)" feat. Wyclef Jean & Bone Crusher
7. "The Airport Experience (Skit)"
8. "Love I More"
9. "All The Way" feat. King Dove
10. "What Would U Do?" feat. Snoop Dogg
11. "Sweet For A Moment"
12. "Jah Is There For I"
13. "Who Is Gonna Help" feat. King Dove
14. "Lighter" feat. Wyclef Jean

## Muzycy
- Wyclef Jean - gitara
- Michael Wagner - gitara
- Earl "Chinna" Smith - gitara
- Paul "Right Move" Crossdale - gitara, keyboard
- Robbie Shakespeare - gitara basowa
- Shiah Coore - gitara basowa
- Sly Dunbar - perkusja
- Alphanso Craig - perkusja
- Jammy "Jam Two" James - perkusja
- Jason Chantrelle - perkusja, keyboard
- Trevor James - perkusja, keyboard
- Daniel Lewis - perkusja, keyboard
- Dean Fraser - saksofon
- Michelle Brown - chórki
- Nikki Tucker - chórki
- Aisha Davis - chórki
- Pam Hall - chórki